# Neoclasicismo

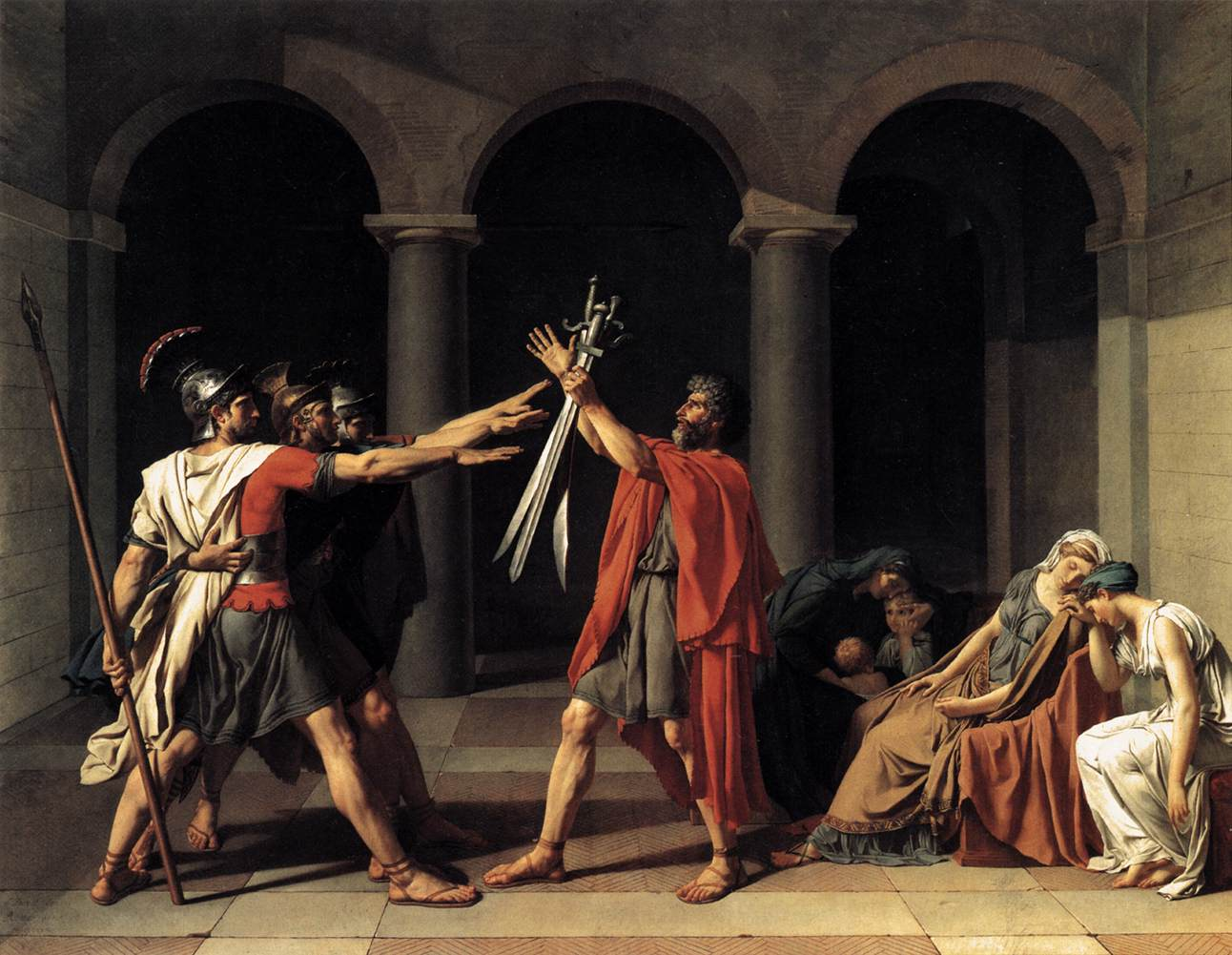
El juramento de los Horacios, obra de Jacques-Louis David.

El término Neoclasicismo (del griego νέος néos 'nuevo' y del latín classĭcus 'primera categoría') surgió en el siglo XVIII para denominar al movimiento estético que venía a reflejar en las artes los principios intelectuales de la Ilustración, que desde mediados del siglo XVIII se venían produciendo en la filosofía y que consecuentemente se habían transmitido a todos los ámbitos de la cultura. Aunque, coincidiendo con la decadencia de Napoleón Bonaparte, el Neoclasicismo fue perdiendo adeptos en favor del Romanticismo.
El Neoclasicismo europeo en las artes visuales comenzó c. 1760 en oposición al estilo rococó, entonces dominante. La arquitectura rococó enfatiza la gracia, el ornamentación y la asimetría; la arquitectura neoclásica se basa en los principios de simplicidad y simetría, que se veían como virtudes de las artes de Antigua Roma y Antigua Grecia, y se extraían directamente del Clasicismo renacentista del siglo XVI. Cada movimiento «neoclasicista» selecciona algunos modelos entre el abanico de posibles clásicos que tiene a su disposición e ignora otros. Entre 1765 y 1830, los defensores del Neoclasicismo -escritores, oradores, mecenas, coleccionistas, artistas y escultores- rindieron homenaje a una idea de la generación artística asociada a Fidias, pero los ejemplos escultóricos que realmente adoptaron eran más bien copias romanas de esculturas helenísticas. Ignoraban tanto el arte griego arcaico como las obras de la antigüedad tardía. El descubrimiento del arte «rococó» de la antigua Palmira a través de los grabados de la obra de Robert Wood Las ruinas de Palmira supuso una revelación. Con una Grecia en gran medida inexplorada y considerada un territorio peligroso del Imperio otomano, la apreciación de la arquitectura griega por parte de los neoclásicos estuvo mediada predominantemente a través de dibujos y grabados que suavizaban y regularizaban sutilmente, «corregían» y «restauraban» monumentos de Grecia, no siempre de forma consciente.
El estilo Imperio, una segunda fase del Neoclasicismo en la arquitectura y las artes decorativas, tuvo su centro cultural en París en la época napoleónica. Especialmente en arquitectura, pero también en otros campos, el Neoclasicismo siguió siendo una fuerza mucho después de principios del siglo XIX, con oleadas periódicas de revivalismo en el siglo XX e incluso en el XXI, especialmente en Estados Unidos y Rusia.[cita requerida]

## Inicio
En 1738, se descubre cerca de Nápoles, las villas de Pompeya y Herculano, junto a un gran volumen de objetos y restos de época clásica auspiciado por el que sería posteriormente Carlos III de España, que por aquel entonces era rey de Nápoles, marcando así el inicio del estilo. De estas excavaciones nacieron libros como Le Antichitá di Ercolano (1757-1792) elaborada publicación financiada por el rey de Nápoles (luego Carlos III de España), que sirvió de fuente de inspiración para los artistas a pesar de su escasa divulgación. Con el deseo de repetir y repercutir las huellas del pasado se pusieron en marcha expediciones para conocer las obras antiguas en sus lugares de origen. La que en 1750 emprendió desde Francia el arquitecto Jérôme Charles Bellicard, dio lugar a la publicación en 1754 de las Observations sur les antiquités de la ville d'Herculaneum (“Observaciones sobre las antigüedades de la villa de Herculano”), una referencia imprescindible para la formación de los artistas neoclásicos franceses. En Inglaterra la Society of Dilettanti (“Sociedad de diletantes”) subvencionó campañas arqueológicas para conocer las ruinas griegas y romanas.
También hay que valorar el papel que desempeñó Roma como lugar de cita para viajeros y artistas de toda Europa e incluso de América. En la ciudad se visitaban las ruinas, se intercambiaban ideas y cada uno iba adquiriendo un bagaje cultural que llevaría de vuelta a su tierra de origen. Allí surgió en 1690 la llamada Academia de la Arcadia o Arcades de Roma, que con sus numerosas sucursales o coloniae por toda Italia y su apuesta por el equilibrio de los modelos clásicos y la claridad y la sencillez impulsó la estética neoclásica.
La villa romana se convirtió en un centro de peregrinaje donde viajeros, críticos, artistas y eruditos acudían con la intención de ilustrarse en su arquitectura clásica. Entre ellos, estaba el prusiano Joachim Winckelmann (1717-1768), un entusiasta admirador de la cultura griega y un detractor del rococó francés; su obra Historia del Arte en la Antigüedad (1764) es una sistematización de los conocimientos artísticos desde la antigüedad a los romanos.
En Roma, también trabajaba Giovanni Battista Piranesi (1720-1778). En sus grabados como Antichitá romana (1756) o Las cárceles inventadas (1745-1760) transmite una visión diferente de las ruinas con imágenes en las que las proporciones desusadas y los contrastes de luces y sombras buscan impresionar al espectador.
El trabajo está cargado de simbolismo: la figura en el centro representa la verdad rodeada por una luz brillante (el símbolo central de la iluminación). Otras dos figuras a la derecha, la razón y la filosofía, están rasgando el velo que cubre la verdad.
La Ilustración representaba el deseo de los filósofos de la época de la Razón (filosofía) por racionalizar todos los aspectos de la vida y del saber humanos. Vino a sustituir el papel de la religión (como organizadora de la existencia del hombre) por una ética laica que ordenará desde entonces las relaciones humanas y llevará a un concepto científico de la verdad.

## Desarrollo

### Arquitectura
La arquitectura neoclásica es un estilo arquitectónico occidental que produjo el movimiento neoclásico que comenzó a mediados del siglo XVIII, por una reacción contra el estilo barroco de ornamentación naturalista así como por el resultado de algunos rasgos clasicistas nacidos en el barroco tardío. Se prolongó durante el siglo XIX, coincidiendo luego con otras tendencias, como la arquitectura historicista y el eclecticismo arquitectónico. Algunos historiadores llaman clasicismo romántico a la producción neoclásica de la primera mitad del siglo XIX, jugando con el oxímoron (oposición de términos), ya que además de coincidir con el romanticismo, estilísticamente compartía rasgos con la estética romántica, al añadir cierta expresividad y espíritu exaltado a la sencillez y claridad de las edificaciones clásicas grecorromanas.
Los factores fundamentales que influyeron en el surgir de la arquitectura neoclásica fueron los mismos que determinaron el contexto político, social y económico de la época, en la que destacan la Revolución Industrial, la crisis del Antiguo Régimen, la Ilustración, el enciclopedismo, la fundación de las Academias o el despotismo ilustrado. La Revolución Industrial modificó profundamente la forma y el ritmo de vida en las ciudades y propició nuevos adelantos técnico-constructivos y el empleo de nuevos materiales. Se buscaba dar un carácter más científico a las artes, por lo que los artistas debían ser técnicos más que inventores, e imitadores más que creadores. Ese espíritu científico llevó a considerar al arte clásico como un arte progresista, desprovisto de adornos sin sentido y que anhelaba la perfección de las leyes inmutables, sin depender de las impresiones subjetivas e imperfectas del artista. Esa nueva orientación hizo que se rechazara la última arquitectura barroca y se volvieran los ojos hacia el pasado a la búsqueda de un modelo arquitectónico de validez universal.  Nacieron movimientos de crítica que propugnaban la necesidad de la funcionalidad y la supresión del ornato en los edificios. Francesco Milizia (1725-1798) en Principi di Architettura Civile (1781) extendió desde Italia las concepciones rigoristas a toda Europa. Mientras, en Francia, el abate Marc-Antoine Laugier (1713-1769) propugnabaa en sus obras Essai sur l'Architecture (1752) y Observations sur l'Architecture (1765) la necesidad de crear un edificio en el que todas las partes tuvieran una función esencial y práctica, y en el que los órdenes arquitectónicos fueran elementos constructivos y no solo decorativos, todo ello para hacer una arquitectura verdadera: la construida con lógica. El concepto de economía relacionado con el funcionamiento de los propios edificios cambió algunos esquemas de organización espacial y hasta la propia relación entre vanos y macizos.
La Ilustración sostenía que la infelicidad del hombre se debía a la ignorancia y a la irracionalidad y por eso el camino a la felicidad era llevar la luz de la razón por medio de la educación. Aunque las primeras Academias para el estudio de las artes habían surgido en Italia ya en el siglo XVI, las fundadas en el siglo XVIII ya eran ilustradas y sirvieron como transmisoras de ideas contrarias al barroco y a favor del neoclasicismo y los diversos tratados clásicos y renacentistas de las Tres nobles artes, así como de aquellas obras de carácter técnico y científico que racionalizaban su práctica y ejecución. En ese momento el arte comienza a sufrir las consecuencias de una crítica libre, fundada en los principios éticos. La arquitectura podía ser analizada como una rama del arte social y moral y L'Encyclopédie le atribuyó la capacidad de influir en el pensamiento y en las costumbres de los hombres. Proliferaron así las construcciones que mejoraban la vida humana como hospitales, bibliotecas, museos, teatros, parques, etc., eso sí, pensadas con carácter monumental. Los arquitectos del siglo XVIII pasaron a rechazar la religiosidad intensa de la estética anterior y la exageración lujuriante del barroco, buscando una síntesis espacial y formal más racional y objetiva, pero aún no tenían una idea clara de cómo aplicar las nuevas tecnologías constructivas y estructurales en una nueva arquitectura. El neoclasicismo no pretendió, de hecho, un estilo nuevo diferente del arte clásico renacentista y fue más una reinterpretación del repertorio formal clásico y menos una experimentación de esas formas, teniendo como gran diferencia la aplicación de las nuevas tecnologías: en este periodo, antiguos materiales como la piedra y la madera pasaron a ser sustituidos gradualmente por el hormigón, y más adelante por el hormigón armado y el metal.
El enciclopedismo, el espíritu precursor de la Revolución francesa, trajo también consigo una concepción romántica de la Grecia Antigua. En la arquitectura la formación requerida implicaba el conocimiento de las fuentes antiguas tales como Vitrubio, Palladio, Vignola; por lo que se hizo uso de los repertorios formales de las arquitecturas griega y romana (e incluso de Egipto y Asia Menor). Todos los arquitectos partían de unos supuestos comunes: la racionalidad en las construcciones y la vuelta al pasado. Aunque los enfoques diferían.
Los modelos greco-romanos dieron lugar a una arquitectura monumental que reproducía frecuentemente el templo clásico para darle un nuevo sentido en la sociedad civil. El perfil de los Propileos de Atenas  sirvió al alemán Carl Gotthard Langhans para diseñar su puerta de Brandeburgo en Berlín (1789-1791), un tipo muy repetido como atestigua la entrada al Downing College de Cambridge (1806) obra del inglés William Wilkins o la posterior Gliptoteca de Múnich de Leo von Klenze. También el inglés James Stuart (1713-1788), un arquitecto arqueólogo al que se ha llamado el Ateniense, en su monumento a Lisícrates en Staffordshire, reprodujo el monumento corágico de Lisícrates en Atenas. Los hermanos Adam difundieron por toda Inglaterra un modelo decorativo para interiores con temas sacados de la arqueología; una de sus obras más representativas es Osterley Park, con una notable estancia etrusca y un clásico hall de entrada (1775-1780). Italia prefirió recrear sus modelos antiguos ya bien avanzado el siglo XVIII y en los comienzos del siglo XIX. El modelo del Panteón de Agripa en Roma se repite en un gran número de templos, como el de la Gran Madre de Dio en Turín y San Francisco de Paula en Nápoles, ambos terminados en 1831, que reproducen el pórtico octóstilo y el volumen cilíndrico del Panteón.
Otros arquitectos, los llamados utópicos, revolucionarios o visionarios, plantearon edificios basados en las formas geométricas. No despreciaron la herencia del pasado clásico y, aunque respetaron las normas de simetría y la monumentalidad, sus edificios fueron a veces el resultado de la combinación caprichosa de las formas geométricas. Étienne-Louis Boullée (1728-1799) y Claude-Nicolas Ledoux (1736-1806) encabezaron esta postura; entre la gran cantidad de proyectos no construidos merece la pena mencionarse el cenotafio para Isaac Newton, concebido por Boullée como una esfera, representación del modelo ideal, levantada sobre una base circular que había de cobijar el sarcófago del científico. Ledoux dejó edificios construidos, entre ellos una parte de la utópica ciudad industrial de las Salinas de Arc-et-Senans, de planta circular en el Franco Condado o el conjunto de la Villette en París.
Entre ambos grupos aparece una tercera opción, la de la arquitectura pintoresca, a partir de la creación de jardines ingleses en el siglo XVIII, ordenados de forma natural lejos del geometrismo del jardín francés; se valora la combinación de la naturaleza con lo arquitectónico, la inclusión en el paisaje natural de edificios que remedan las construcciones chinas, indias o medievales. Ese juego de formas caprichosas y el aprovechamiento de la luz buscaban suscitar sensaciones en el espectador. Horace Walpole (1717-1797) construyó la Strawberry Hill House (1753-1756) en las afueras de Londres, una fantasía gótica de la que su autor dijo que le había inspirado para escribir El castillo de Otranto, una novela gótica, expresión del efecto inspirador de la arquitectura. También William Chambers (1723-1796) creó un conjunto pintoresco en los Jardines de Kew (Londres) (1757-1763) con la inclusión de una pagoda china que reflejaba su conocimiento de las arquitecturas orientales.
El neoclasicismo también fue muy importante en la planificación de la ciudad, los antiguos romanos habían planificado un esquema consolidado de dirección urbana para la defensa y la comodidad civil pero el origen de este esquema se remonta a civilizaciones aún más antiguas. En su aspecto más básico, el sistema de calles de la cuadrícula, un foro central con todos los servicios de la ciudad, dos bulevares principales ligeramente más anchos y la calle diagonal eran características del diseño romano muy claro y ordenado. Las fachadas antiguas y los diseños de edificios estaban enfocados hacia estos patrones de diseño de ciudades y pretendían funcionar en proporción con la importancia de los edificios públicos.
Muchos de estos patrones de planificación urbana encontraron su camino en las primeras ciudades planificadas modernas del siglo XVIII. Los clásicos ejemplos se ven reflejados en Karlsruhe y Washington D. C. Pero esto no quiere decir que todas las ciudades planificadas y los vecindarios están diseñados alrededor de los principios neoclásicos. Los modelos contrarios se pueden observar en los diseños modernistas ejemplificados por Brasilia, el movimiento de Garden City, levittowns y el nuevo urbanismo.
- Fachada del Palacio Bourbon (1806) (hoy Asamblea Nacional), París
- Fachada al patio de Somerset House (1776-1796), Londres
- Puerta de Brandeburgo (1789-1791), de Carl Gotthard Langhans, Berlín
- Museo del Prado (1785-1819) en Madrid, obra de Juan de Villanueva
- Catedral de Kazán (1801-1811), de Andréi Voronijin, San Petersburgo

### Escultura
La escultura neoclásica corresponde a la producción escultórica del Neoclasicismo, una corriente de la filosofía y estética de una influyente difusión que se desarrolló entre mediados del siglo XVIII y del siglo XIX en Europa y América. El impacto de la novedad de los nuevos hallazgos de la Antigüedad fue menor que en otras artes como la pintura y la arquitectura, debido a que los escultores ya estaban bebiendo en las fuentes clásicas desde el siglo XV, muy presentes si se considera el gran número de piezas que las excavaciones iban sacando a la luz, además de las colecciones que se habían ido formando a lo largo de los siglos.
Como reacción contra la frivolidad del decorativismo del rococó, la escultura neoclásica se inspirará en la antigua tradición greco-romana, adoptando principios de orden, claridad, austeridad, equilibrio y propósito, con un fondo de moralizante. La mayoría de las esculturas neoclásicas se hicieron en mármol blanco, sin policromar, puesto que así se pensaba que eran las esculturas antiguas, predominando en ellas la noble sencillez y la serena belleza que Winckelmann había encontrado en la estatuaria griega. En este mismo sentido habían ido las teorías de Gotthold Ephraim Lessing (1729-1781) que en su libro Laocoonte, o de los límites de la pintura y de la poesía (1766) había tratado de fijar una ley estética de carácter universal que pudiera guiar a los artistas; sus concepciones sobre la moderación en las expresiones y en el plasmado de los sentimientos son reglas que adoptará el modelo neoclásico.
Así, los escultores crearán obras en las que prevalecerá una sencillez y una pureza de líneas que los apartará del gusto curvilíneo del Barroco. En todos ellos el desnudo tiene una notable presencia, como deseo de rodear las obras de una cierta intemporalidad. Los modelos griegos y romanos, los temas tomados de la mitología clásica y las alegorías sobre las virtudes cívicas llenaron los relieves de los edificios, los frontones de los pórticos y los monumentos, como arcos de triunfo o columnas conmemorativas. El retrato también ocupó un importante lugar en la escultura neoclásica: Canova representó a Napoleón como Marte (1810, Milán) y a su hermana Paulina como Venus Victrix (1807, Roma) tomando así los modelos de los dioses clásicos. No obstante otros prefirieron un retrato idealizado pero al tiempo realista que captara el sentimiento del retratado, como Jean-Antoine Houdon (1741-1828) con su Voltaire anciano (Museo del Hermitage) o el bello busto de la emperatriz Josefina (1806, castillo de Malmaison) de Joseph Chinard (1756-1813).
El estilo neoclásico en escultura se fue imponiendo progresivamente, comenzando con un período de transición en el que algunos escultores abandonaron los estilos barroco y rococó para volverse hacia lo antiguo, siguiendo lo que el conde de Caylus llamó el «retorno a la razón». A partir de 1745, Edmé Bouchardon (1698-1762), considerado el mejor escultor francés de su generación, adoptó un estilo más clásico para su fuente de las Quatre-Saisons en París, y en 1748 representó a Luis XV como emperador romano para la estatua ecuestre destinada a la plaza Luis XV (actual plaza de la Concordia). Representantes de esta transición como Bouchardon, Jean-Baptiste Pigalle y Augustin Pajou todavía mostraban en sus obras sentimentalismo y carácter teatral, como se puede comprobar en el Mausoleo del Mariscal de Sajonia en Estrasburgo. Con Houdon se afirma más claramente un clasicismo inspirado en la antigüedad, a través de su Voltaire sentado y su Diana cazadora de 1780.
Los artistas europeos que viajaron a Roma en el contexto del Grand Tour, y entre ellos los escultores, afirmarán y establecerán el estilo neoclásico confrontando los restos antiguos y estableciendo contactos con los teóricos del regreso a la Antigüedad, como Winckelmann o Quatremère de Quincy. Entre ellos el escultor sueco Johan Tobias Sergel que escribe: «A mi llegada a Roma, comprendí que no había otro maestro a seguir que los antiguos y la naturaleza». De este grupo Thomas Banks, amigo de Füssli, fue el primer escultor británico que adoptó el estilo neoclásico a partir de 1760 antes de su estancia en Roma. Se ajustó a las doctrinas de Winckelmann, en fidelidad a los viejos maestros, con su Muerte de Germánico de 1774, un altorrelieve de mármol que muestra la influencia de Poussin y Gavin Hamilton.
Con Antonio Canova (1757-1822) se impuso el neoclasicismo escultórico que dominaría a partir de finales del siglo XVIII. Autodidacta de formación  barroca, admirador de Bernin, su encuentro con el pintor y anticuario Gavin Hamilton y el teórico Quatremère de Quincy le revelaron las antigüedades. Retomó sus principios, conservando siempre un carácter naturalista que atestiguaba, ya en sus primeras obras, una ambivalencia en su adopción del modelo griego y romano. Se oponía al uso de copias de modelos antiguos, prefiriendo la originalidad de la inspiración, como muestra su célebre grupo Psique revivida por el beso de amor (1798). Con un estilo de gran sencillez racional fue a principios del siglo XIX  cuando su estilo se radicalizó mientras se convertía en el escultor oficial del régimen napoleónico. El danés Bertel Thorvaldsen (1770-1844) fue el otro gran representante del neoclasicismo en la escultura y rival de Canova. Influenciado por los escritos de Winckelmann durante su estancia en Roma, estuvo marcado por la escultura helenística y adoptó un estilo severo y más estático que el de Canova,  voluntariamente distante y frío, lo que le llevó a apodarlo el «nuevo Fidias». Su Jasón o Marte y el Amor reflejan esa fidelidad al modelo griego. Más dogmático que su homólogo italiano, se oponía a las concepciones de este último, al que reprochaba su expresividad. Estas controversias sobre los matices del neoclasicismo daran lugar a dos tendencias antagónicas en la escultura, personalizadas por estos dos escultores.
El inglés John Flaxman (1755-1826), a la vez dibujante y escultor, continuó en la línea del neoclasicismo riguroso, que expresó en bajorrelieves, medallones y grupos escultóricos. Al llegar a Roma en 1787, su primera obra importante fue el grupo Las furias de Athamas, esculpido entre 1790 y 1794, que tuvo un gran éxito a pesar de las debilidades estilísticas. Johann Gottfried Schadow (1764-1850), formó parte de la primera generación de escultores alemanes que se convirtieron al neoclasicismo. Su estancia en Roma en 1785 le acercó a Canova. A su regreso de Roma, creó la cuadriga de la puerta de Brandeburgo, realizada en cobre repujado sobre modelos de madera. Su estilo naturalista, lejos de la austeridad de Thorvaldsen, caracterizó la originalidad de sus esculturas, siendo una de las más famosas el grupo de mármol que representa a las Princesas Luisa y Federica de Prusia esculpido en 1796, inspirado en el grupo antiguo de San Ildefonso que representaba a Castor. y Pólux, transponiendo la pose y mostrando a sus modelos vestidas a la manera griega. En esto era fiel al ideal de gracia de la estatuaria helenística defendido por Winckelmann. Su contemporáneo Johann Heinrich Dannecker también permaneció en Roma, donde conoció a Canova, cuyo trabajo tuvo un profundo impacto en él. Su obra maestra fue un grupo esculpido en mármol, sin patrocinador, Ariadna  montando una pantera considerada la escultura alemana más popular del siglo XIX. En Austria, el principal exponente de la escultura neoclásica fue Franz Anton von Zauner. Durante su aprendizaje bajo la enseñanza de Jacob-Christoph Schletterer, descubrió la escultura antigua. Tras una estancia en Roma realizó varias copias, entre ellas una del Apolo del Belvedere. Su obra más importante fue la estatua ecuestre de José II realizada en bronce de 1795 a 1800.
En España la escultura neoclásica está representada por el andaluz José Álvarez Cubero (1768-1827) y los catalanes Damià Campeny (1771-1855) y Antonio Solá (1780-1861). En Roma, Campeny conoció a Antonio Canova que inspiraría su obra. De regreso a Barcelona, retomó su escultura más famosa, La Muerte de Lucrecia, que había iniciado en yeso en 1804, y que finalizaría en mármol treinta años después, en 1834. La obra atestigua la influencia de Canova y del estilo neoclásico, particularmente en el tratamiento del cuerpo desnudo.
- Cupido haciéndose un arco de la maza de Hércules (1761), de Edmé Bouchardon
- Diana cazadora (1780), de Jean-Antoine Houdon (Museo Calouste Gulbenkian)
- Amor y Psique (1787), de Johan Tobias Sergel  (Museo Nacional de Estocolmo)
- Las princesas Luisa y Federica de Prusia (1795-1797), de Johann Gottfried Schadow (Nationalgalerie, Berlin)[24]
- La muerte de Lucrecia (1804), de Damià Campeny
- Ariadna cabalgando una pantera (1812), de Johann Heinrich Dannecker
- Sátiro y bacante (1834), de James Pradier (Louvre)

### Pintura

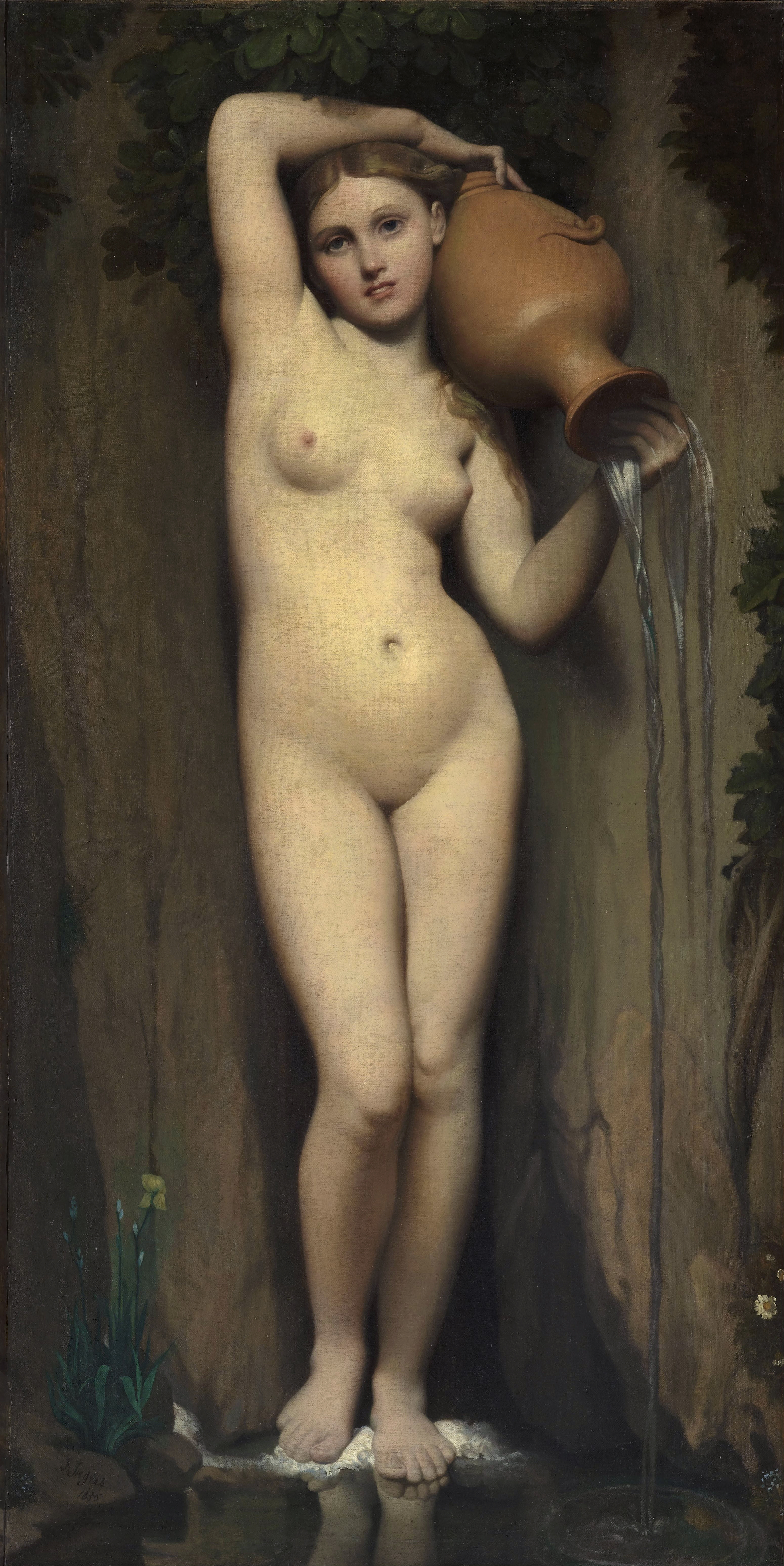
La fuente, obra de Ingres.

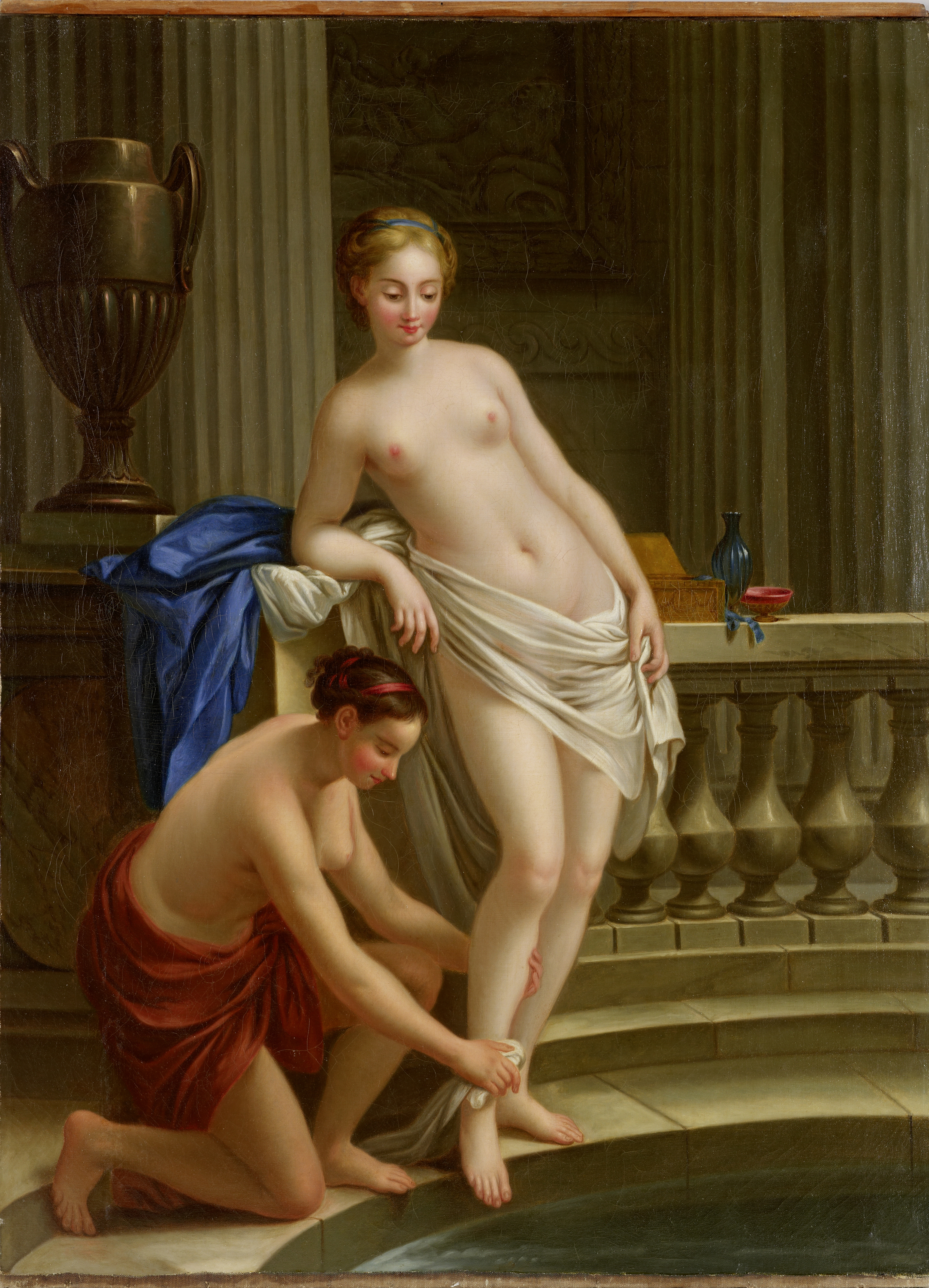
Dos mujeres en el baño (1763) de Joseph-Marie Vien, Musée de Cahors Henri-Martin, Cahors.

Los pintores, entre los que destacó Jacques-Louis David (1748-1825), reprodujeron los principales hechos de la revolución y exaltaron los mitos romanos, a los que se identificó con los valores de la revolución.
La claridad estructural y el predominio del dibujo sobre el color son algunas de las principales características formales de la pintura neoclásica. Obras como el Juramento de los Horacios, por ejemplo, plantean un espacio preciso en el que los personajes se sitúan en un primer plano. Jean-Auguste-Dominique Ingres (1780-1867) aunque no fue un pintor neoclásico, tiene obras —como La fuente— que representan este movimiento artístico.

### Música
Según la musicología actual, el término "música clásica" se refiere únicamente a la llamada música del Clasicismo (1750-1827) aprox., coincidente con el período neoclásico, inspirada en los cánones estéticos grecorromanos de equilibrio en la forma y moderación en la dinámica y la armonía.
Comúnmente se llama "música clásica" al tipo de música que se contrapone a la música popular y a la folclórica. Esto puede comprobarse en los medios de comunicación, en las revistas de divulgación musical y los folletos que acompañan a los CD de música académica. Para definir ese tipo de música que se relaciona con los estudios en conservatorios y universidades, los musicólogos prefieren el término "música académica" o "música culta".
Como los antiguos griegos y romanos no pudieron inventar maneras de conservar la música (mediante soportes gráficos como partituras o soportes sonoros como grabadores), el Neoclasicismo de los siglos XVIII y XIX como resurgimiento de las artes clásicas grecorromanas (arquitectura, escultura, pintura) no alcanzó a la música.
De todos modos los músicos de fines del siglo XVIII, influenciados sin duda por el arte y la ideología de la época, trataron de generar un estilo de música inspirado en los cánones estéticos grecorromanos:
- Notable maestría de la forma,
- Moderación en el uso de los artificios técnicos (en el barroco el contrapunto y la armonía habían llegado a un punto que el público consideraba extravagante),
- Suma reserva en la expresión emocional.

Después de la Primera Guerra Mundial varios compositores (como Igor Stravinski y Paul Hindemith) realizaron composiciones donde se notaba un retorno a los cánones del Clasicismo de la escuela de Viena (de Haydn y Mozart), aunque con una armonía mucho más disonante y rítmicas irregulares. Ese movimiento musical se denominó "música neoclásica".

### Literatura
La Ilustración fue un movimiento intelectual que provocó que el siglo XVIII fuera conocido como el «Siglo de las Luces». El culto a la razón promovido por los filósofos ilustrados conllevó un rechazo del dogma religioso, que fue considerado origen de la intolerancia, y una concepción de Dios que pasaba de regir el mundo mediante las leyes naturales a desaparecer en concepciones ateas del universo. Los ilustrados promovieron la investigación de la naturaleza, el desarrollo científico-técnico, la educación y la difusión general de todo tipo de conocimientos; fueron los tiempos de L'Encyclopédie. El arte se hizo así más accesible y con menos pretensiones, y la literatura se dirigió a un público más amplio, planteándose como un instrumento social. La literatura se caracterizó por la sencillez, la claridad y la armonía que tenían como objetivo transmitir el pensamiento ilustrado. No se aceptaba el arte por el arte, sino que una obra tenía que transmitir valores que ayudaran al ser humano a superar sus limitaciones y además se rechazaban los conocimientos impuestos y solo se admitían los que podían conocer a través de la razón y experiencia. El aumento del número de lectores, especialmente entre la burguesía, plantea la figura del escritor como un profesional, y la escritura como su fuente principal o secundaria de sustento.
Francia fue la primera en reaccionar contra las formas barrocas, y los tres grandes ilustrados, Voltaire, Montesquieu y Rousseau se cuentan entre sus principales exponentes. También destacaron Pierre Bayle, Denis Diderot, Georges-Louis Leclerc de Buffon y Pierre de Marivaux. En el Reino Unido tuvo una gran cantidad de adeptos la novela de aventuras, destacando Daniel Defoe, Jonathan Swift, Samuel Richardson y Henry Fielding, junto a los poetas John Dryden y Alexander Pope.
De la novela se pasó al ensayo como género divulgador de ideas por excelencia y que se caracterizó por un lenguaje cuidado y sencillo, la presentación de problemas con el fin de analizarlos y argumentar sus soluciones y la recolección de temas de interés. La literatura neoclásica realizó una crítica de las costumbres, incidiendo en la importancia de la educación, el papel de la mujer y los placeres de la vida. Destacaron en España el monje benedictino Benito Jerónimo Feijoo, Gaspar Melchor de Jovellanos y José Cadalso.
La poesía se caracterizó por una poesía reflexiva y culta y se abandona por completo la poesía barroca. Esta poesía persigue el ideal neoclásico, unir lo bello con lo útil, y aprovecha los recursos de la poesía lírica (brevedad, ritmo y fácil memorización) para instruir y reformar la sociedad.
En este género destaca Jovellanos con sus ensayos y su poesía crítica y reflexiva. También cobraron importancia la fábula, relatos o poesías normalmente ejemplificadas con animales, donde se exponen enseñanzas morales. La fábula se caracterizaba por ser una composición de carácter didáctico, por la crítica de vicios y costumbres personales o de la sociedad, y por la recurrencia a la prosopopeya o personificación. Es el subgénero que más se adaptó a las preceptivas neoclásicas: una composición sencilla en la que la naturaleza interviene, y que enseña divirtiendo. Destacaron los fabulistas Félix María de Samaniego y Tomás de Iriarte en España, y el francés Jean de la Fontaine.
En España, hubo una continuidad barroca en la poesía, con autores como Diego de Torres y Villarroel, que consideraba a Quevedo su maestro; Gabriel Álvarez de Toledo y Eugenio Gerardo Lobo. La segunda mitad del siglo XVII mostraba ya una poesía neoclásica, dominada por su admiración por la ciencia y los temas filosóficos, o centrada en temas anacreónticos y bucólicos, y marcada en ocasiones por el fabulismo. Destacaron Nicolás Fernández de Moratín, autor de Arte de las putas, prohibida por la Inquisición, que pudo inspirar los Caprichos de Goya; Juan Meléndez Valdés y José Cadalso, de la escuela salmantina; los fabulistas Iriarte y Samaniego en Madrid; en la escuela sevillana destacaron José Marchena, Félix José Reinoso, José María Blanco-White y Alberto Lista.
En el último tercio del siglo se desarrolla la comedía de buenas costumbres o comedía neoclásica en el teatro que se caracterizaba por el respeto a las tres unidades del teatro clásico (acción, lugar y tiempo), temas sobre la vida cotidiana de personajes de clase media, la búsqueda de la verosimilitud con hechos obtenidos de la realidad y el fin didáctico.
Se dio también una fuerte influencia barroca en el teatro español, especialmente durante la primera mitad del siglo XVIII, con autores como Antonio de Zamora o José de Cañizares. El teatro en España tuvo cambios como la prohibición oficial de representar autos sacramentales, la reaparición del gusto popular por el sainete y la transición de los antiguos corrales a los teatros, como locales adecuados a la nueva concepción del teatro. A finales del primer tercio de siglo los dramaturgos españoles comienzan a seguir los modelos franceses, como Boileau y Racine, renovando las estéticas aristotélicas y horacianas. La obra de teatro debe ser verosímil, cumplir con las unidades de acción, de espacio y de tiempo, y tener un enfoque didáctico y moral. Destacaron en la tragedia Nicolás Fernández de Moratín, José Cadalso, Ignacio López de Ayala y Vicente García de la Huerta; en el más popular género del sainete, destacaron Antonio de Zamora, el prolífico Ramón de la Cruz e Ignacio González del Castillo. Destacó especialmente la figura de Leandro Fernández de Moratín, creador de lo que se ha dado en llamar «comedia moratiniana» (La comedia nueva o El café, El sí de las niñas), en que ridiculizaba los vicios y costumbres de la época, usando el teatro como vehículo para moralizar las costumbres. Seguidores de esta línea son también Manuel Bretón de los Herreros y Ventura de la Vega.